# طمينة
قرية طمينة وهي إحدى قرى مصراتة، ليبيا فيي فترة الاحتلال الإيطالي لليبيا كان يطلق عيها اسم (كريشبو) ويوجد بها مباني أثرية من تلك الحقبة. وهي ذات أرض زراعية خصبة.